# Niki-Klasse
Die Niki-Klasse war ein Klasse von vier Zerstörern der Königliche Griechischen Marine, die zwischen 1906 und 1945 in Dienst stand.

## Baugeschichte und Einsatzüberblick
Die Zerstörer der Niki-Klasse waren Teil eines maritimen Aufrüstungsprogramms der Königlich Griechischen Marine nach der Niederlage im Türkisch-Griechischen Krieg von 1897. Die vier Schiffe wurden 1905 in Deutschland bei der Vulcan-Werft in Stettin bestellt und bis 1907 fertiggestellt. Die Bewaffnung bestand aus französischen Geschützen.
Erstmals kriegerisch eingesetzt wurden die Schiffe während des Ersten Balkankrieges 1912/13. Beim ersten Gefecht zwischen griechischen und türkischen Marinestreitkräften am 14. Dezember 1912 vor den Dardanellen (Gefecht bei Elli) waren Velos und Doxa beteiligt, beim zweiten Gefecht am 18. Januar 1913 bei Lemnos Niki und Aspis.
Während des Ersten Weltkrieges wurden die Schiffe im Oktober 1916 durch die Französische Marine beschlagnahmt und ab November eingesetzt, als Griechenland nicht auf Seiten der Entente dem Krieg beitrat. Die Doxa ging in französischen Diensten verloren. Nach Griechenlands Kriegseintritt 1917 erhielt die griechische Marine 1918 die drei noch vorhandenen Zerstörer zurück, die dann wieder unter griechischer Flagge vor allem Geleitschutzaufgaben in der Ägäis wahrnahmen.
Von 1919 bis 1922 wurden sie im Griechisch-Türkischen Krieg eingesetzt. Niki und Aspis wurden von 1925 bis 1927 total überholt. Sie wurden umbewaffnet und erhielten zwei 88 mm/L30-Geschütze und ein 40 mm-Flugabwehrgeschütz. Die erreichbare Geschwindigkeit betrug nur noch 24 Knoten. Sie nahmen auch noch am Zweiten Weltkrieg teil. Anfangs transportierten sie Nachschub im Ionischen Meer. Beide überlebten den deutschen Angriff auf Griechenland im April 1941 und dienten schließlich von Alexandria, Ägypten, aus zusammen mit der Royal Navy bis 1944.

## Einheiten
| Name                    | Bauwerft          | Kiellegung | Stapellauf    | Indienststellung | Verbleib |
| ----------------------- | ----------------- | ---------- | ------------- | ---------------- | --- |
| Niki (Νίκη, „Sieg“)     | AG Vulcan Stettin | 1905       | 30. Mai 1906  | 1906             | Sie war von 1907 bis 1916 und 1918 bis 1945 im Dienst der griechischen Marine, 1916/17 der französischen Marine. Die Franzosen setzten sie zur U-Boot-Abwehr vor allem zwischen Südfrankreich und Korsika ein. 1919 sicherte die Niki im Schwarzen Meer die Rückführung griechischer Flüchtlinge aus der Pontos-Region, dem Küstenbereich der Schwarzmeerküste zwischen Sinope und Trapezunt. Später unterstützte sie den oft schlecht organisierten Rückzug der griechischen Armee. Beim Verlust von Smyrna am 4. September 1922 wurde bei der Räumung der Stadt der Kommandant der Niki, Lt. Commander (gr. Πλωτάρχης, Plōtárchēs) D. Chatziskos, durch einen Scharfschützen getötet. Im März 1935 gehörte die Niki zu einigen Marineschiffen, die einen Aufstand gegen die Regierung unterstützten und regierungstreue Schiffe beschossen. Unter Führung des Leichten Kreuzers Elli (Έλλη, benannt nach der mythologischen Figur Helle; 2.115 ts) liefen sie anschließend nach Kreta, wo man sich dem Aufstand angeschlossen hatte. Mitte März gaben die Aufständischen auf. Nach ihrem Kriegseinsatz im Zweiten Weltkrieg wurde die Niki noch 1945 abgebrochen. |
| Doxa (Δόξα, „Ruhm“)     | AG Vulcan Stettin | 1905       | 18. Juli 1906 | 1906             | Wie die Schwesterschiffe Ende 1916 von der Französischen Marine beschlagnahmt und übernommen, wurde sie unter französischer Flagge und mit einer vollständig französischen Besatzung am 17. Juni 1917 durch das deutsche U-Boot UB 47 nahe der griechischen Insel Milos versenkt. |
| Aspis (Ασπίς, „Schild“) | AG Vulcan Stettin | 1905       | 3. April 1907 | 1907             | Er hatte die gleichen Einsätze wie das Typschiff Niki. Die Aspis war während des Griechisch-Türkischen Krieges von 1919 bis 1922 im Marmarameer und der Ägäis im Einsatz. Auch die Aspis wurde 1925–1927 total überholt und überstand so den Zweiten Weltkrieg. Danach wurde sie 1945 abgebrochen. |
| Velos (Βέλος, „Pfeil“)  | AG Vulcan Stettin | 1905       | 8. Mai 1907   | 1907             | Es hatte bis 1918 die gleichen Einsätze wie die Schwesterschiffe. 1918 lief die Velos nach dem Waffenstillstand von Mudros mit der alliierten Flotte in die Dardanellen ein und lief als erstes griechisches Kriegsschiff dann unter dem Kommando von Lt. Commander Petros Voulgaris in Konstantinopel ein. Sie nahm 1919 auch an der alliierten Intervention auf der Krim teil, wo 24.000 griechische Soldaten zum Einsatz kamen. 1919 sicherte die Velos wie die Niki im Schwarzen Meer die Transporte der Repatriierten aus dem Pontos. 1926 wurde Velos im Gegensatz zu den Schwesterschiffen Niki und Aspis außer Dienst gestellt und bis 1931 in die Reserve gehalten, ehe sie abgebrochen wurde. |